# Krkonoše
Krkonoše (v místním nářečí Kerkonoše, polsky Karkonosze, německy  Riesengebirge) jsou geomorfologický celek a nejvyšší pohoří Česka a České vysočiny. Leží v severovýchodních Čechách (západní částí leží v Libereckém kraji, východní v Královéhradeckém) a na jihozápadě polské části Slezska (v Dolnoslezském vojvodství). Nejvyšší horou Krkonoš i celého Česka je Sněžka (1603 m n. m.). Neoficiálně se Krkonoše dělí na Západní Krkonoše a Východní Krkonoše, přičemž hranici mezi nimi tvoří údolí řeky Labe v oblasti Špindlerova Mlýna.
Podle pověstí střeží pohoří bájný duch Krakonoš. Krkonoše se řadí k nejnavštěvovanějším pohořím v Česku.

## Historie vymezení a názvů
Širší horský celek zahrnující dnešní Krkonoše byl již ve starověku popsán jako Sudety, což je název zřejmě keltského původu (nejčastěji překládaný jako Kančí hory), nebo balkánského původu (překládaný jako Kozí hory). Klaudios Ptolemaios (asi 85–165) použil pro dnešní Sudety názvy Sudetayle (od Krušných hor) a Askiburgion (zejména Jeseníky, okolí vandalského města Askiburgium, snad až po Lužické hory, tedy včetně Krkonoš). Dio Cassius ve 3. století použil pro Askiburgion název Vandalské hory. Poté, co se Ptolemaiovy mapy dostaly do Čech, Bohuslav Balbín či Pavel Skála ze Zhoře používali rozšíření názvu Sudety na celý pás (17. století).
Samotné Krkonoše jsou v ruských letopisech v roce 1095 nazvány Český les a Přibík Pulkava v roce 1380 je nazývá Sněžné hory.
Název Krkonoš původně označoval jednak dnešní Vysoké kolo a také Kotel neboli Kokrháč. Označení Krkonoš (v singuláru ženského rodu, „ta“ Krkonoš) pro horský hřbet se objevuje v roce 1492 v zápise o rozdělení štěpanického panství na valdštejnský a jilemnický díl, v roce 1499 pak v listině Vladislava II., nejstarší dochovanou mapu s tímto názvem zpracoval Mikuláš Klaudyán v roce 1518. Václav Hájek z Libočan ve své kronice roku 1541 použil název Česká a Slezská Krkonoš.
Česká spisovatelka Žofie Podlipská se ve své Legendě o Praotci Čechu zmiňuje, že jméno tohoto pohoří Krkonoše je odvozeno od slova Korkontové, to je skupina a nejspíše i národ obrů, kteří zde dlouho přebývali, dokud nebyli vyhlazeni a zajati skupinou Markomanů. Po tomto přepadení zbylo Korkontů v horách jen málo. Někteří Korkontové přebývali v jeskyních a v propastích Krkonoš. Korkontové se údajně smísili s obyvatelstvem Krkonoš a krkonošské obyvatelstvo má podle Podlipské korkontské kořeny. Strážným duchem Korkontů byl údajně Krakonoš. U posledních dvou Korkontů údajně žil Praotec Čech a též je i pochoval. Není ovšem jisté, zdali si Žofie Podlipská tuto legendu celou nevymyslila.
První doklad o rozšíření názvu na celé hory je z roku 1517, kdy byl použit název Krkonošské hory, nápis Krkonoš doplňoval obrázek čerta. Zkrácený název Krkonoše je poprvé doložen v roce 1601. Název je nejčastěji považován za odvozeninu ze starého slovanského základu „krk“ či „krak“ znamenajícího kleč čili kosodřevinu, Josef Jungmann je spojoval se jménem germánského či keltského kmene Corconti či Korkontoi, zmiňovaného Ptolemaiem, s předpokladem, že jím zmiňované pohoří Asciburgius bylo totožné s dnešními Krkonoši (Korkontoi však měli žít někde poblíž pramenů Visly, tedy spíše v Beskydech). Některá bádání vykládají původ názvu z praslovanského základu s významem „kamenité úbočí, kamenité pole“ a předpokládají souvislost s názvem ukrajinského pohoří Gorgany ve Východních Karpatech.
Německý ekvivalent (česká i slezská strana hor byla až do roku 1945 obydlena z drtivé většiny Němci) s významem Obří hory (Riesengebirge, v angličtině Giant Mountains) pochází z názvu Risenberg, jímž Georgius Agricola (1494–1555) v roce 1546 označil Sněžku. Pomnožné číslo Riesengebirge pro celé pohoří je poprvé zaznamenáno v roce 1571.

## Geologie
Základ geologického složení tvoří předprvohorní krystalické břidlice a prvohorní metamorfované horniny (svor). Ve východní části pohoří se ojediněle nacházejí vápence. Prastarým krystalinikem na některých místech proniká a krkonošsko-jizerský pluton (žula). Ve čtvrtohorách se zde ještě vyskytovaly ledovce, které modelovaly zdejší krajinu. Vyskytovaly se zde dva typy ledovců. První byly ledovce údolního typu a druhé byly skandinávského typu. Rozsáhlé náhorní plošiny (Čertovo návrší atd.) vděčí za svůj vznik ledovci. Pro lepší představu se můžeme podívat na ledovce ve Skandinávii, které nám ilustrují, jak to v Krkonoších mohlo vypadat. Nejlepší ukázkou glaciální činnosti je například Labský důl nebo Obří důl, což jsou údolí vymodelované ledovci (trogy). Dalšími ledovcovými relikty jsou ledovcové kary (v Krkonoších je pro kary známé označení "jámy"). Za zmínku stojí Kotelní jámy a Sněžné jámy v Polsku. Kary patří k tomu nejcennějšímu, co můžeme v Krkonoších vidět, protože se v nich vyskytují nejvzácnější krkonošské rostliny. Ke kryogenní činnosti v Krkonoších je nutné zmínit ještě například rozsáhlá kamenná moře (svahy Vysokého kola), nebo mrazové sruby.

## Geomorfologie
Krkonošský hřeben je dlouhý 35 km a začíná na západě v Novosvětském sedle (888 m) a končí na východě v Královeckém sedle (516 m). Vrcholové partie pohoří jsou ploché a na severovýchod spadají prudce do Polska. Na opačné straně, na jihozápadě, jsou svahy rozděleny hlubokými dolinami do nichž spadají podstatně mírněji. Krkonoše se dělí na Krkonošské rozsochy, Krkonošské hřbety a Vrchlabskou vrchovinu. Kompletní geomorfologické členění Krkonoš uvádí následující tabulka:
| Geomorfologické členění Krkonoš                                                      | Geomorfologické členění Krkonoš | Geomorfologické členění Krkonoš                                                        |
| ------------------------------------------------------------------------------------ | ------------------------------- | -------------------------------------------------------------------------------------- |
| ČESKÁ VYSOČINA • Krkonošsko-jesenická subprovincie • Krkonošská oblast               |                                 |                                                                                        |
| KRKONOŠSKÉ HŘBETY                                                                    | Slezský hřbet                   | Západní Slezský hřbet (Vysoké kolo, 1510 m) Východní Slezský hřbet (Sněžka, 1603 m)    |
| KRKONOŠSKÉ HŘBETY                                                                    | Český hřbet                     | Západní Český hřbet (Kotel, 1435 m) Východní Český hřbet (Luční hora, 1556 m)          |
| KRKONOŠSKÉ ROZSOCHY                                                                  | Vilémovská hornatina            | Kapradnická hornatina (Bílá skála, 968 m) Rokytnická hornatina (Čertova hora, 1023 m)  |
| KRKONOŠSKÉ ROZSOCHY                                                                  | Vlčí hřbet                      | nečlení se (Vlčí hřeben, 1140 m)                                                       |
| KRKONOŠSKÉ ROZSOCHY                                                                  | Žalský hřbet                    | nečlení se (Mechovinec, 1081 m)                                                        |
| KRKONOŠSKÉ ROZSOCHY                                                                  | Černohorská hornatina           | Stráženská rozsocha (Zadní Planina, 1423 m) Černohorská rozsocha (Liščí hora, 1363 m)  |
| KRKONOŠSKÉ ROZSOCHY                                                                  | Růžohorská hornatina            | Růžohorská rozsocha (Růžová hora, 1396 m) Maloúpská rozsocha (Lysečinská hora, 1190 m) |
| KRKONOŠSKÉ ROZSOCHY                                                                  | Rýchory                         | nečlení se (Dvorský les, 1035 m)                                                       |
| VRCHLABSKÁ VRCHOVINA                                                                 | Janský hřbet                    | nečlení se (Zlatá vyhlídka S, 810 m)                                                   |
| VRCHLABSKÁ VRCHOVINA                                                                 | Lánovská vrchovina              | nečlení se (Sovinec, 765 m)                                                            |
| PROVINCIE • Subprovincie • Oblast / Celek / PODCELEK • Okrsek • Podokrsek • (vrchol) |                                 |                                                                                        |

## Vrcholy
Z dvaceti nejvyšších vrcholů České republiky leží 15 z nich právě v Krkonoších. Celkem se v české části Krkonoš nachází 54 hlavních vrcholů vyšších než 1000 metrů a 19 vedlejších vrcholů přesahujících tisícimetrovou hranici. Některé z těchto vrcholů leží přímo na česko-polské hranici (mj. i nejvyšší Sněžka) nebo i na polském území nedaleko hranice (Vysoká pláň). Mezi polské tisícovky jsou zařazeny vrcholy, ležící na polském území více než 100 m za státní hranicí.

## Vodstvo

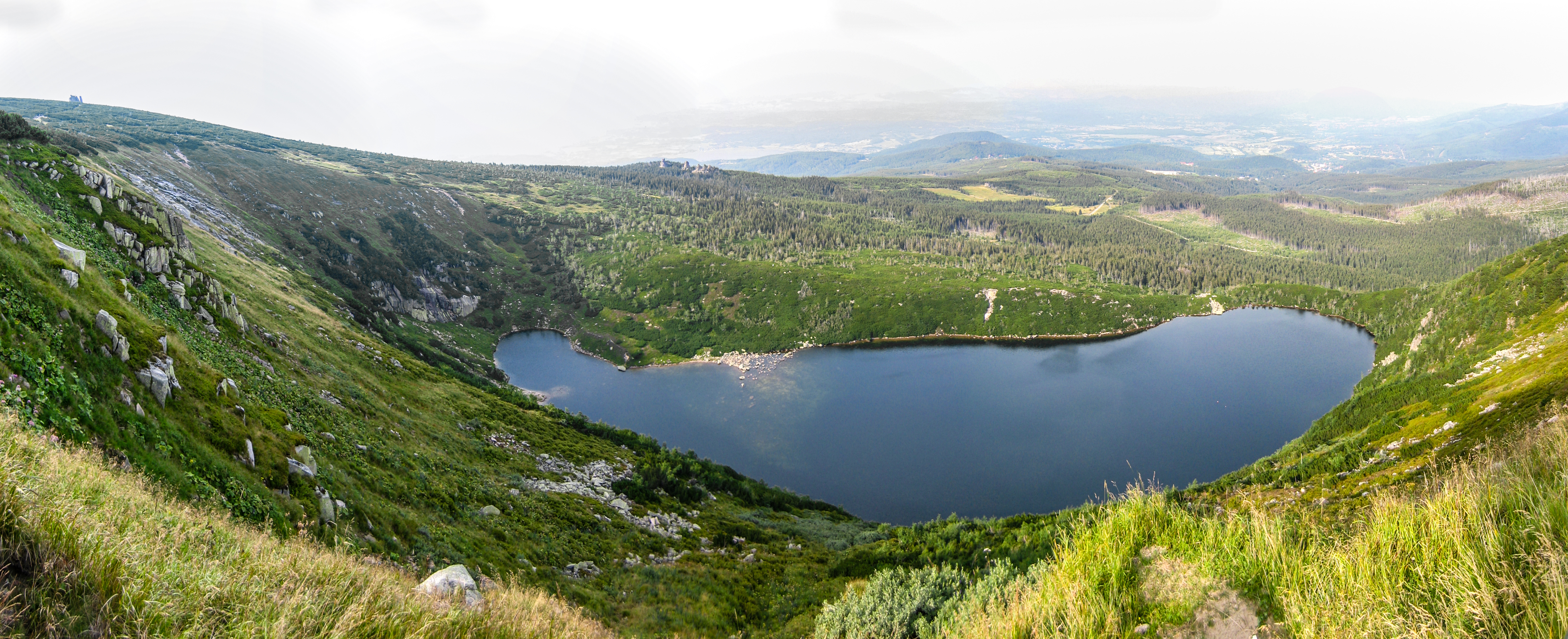
Wielki Staw

Krkonoše tvoří přirozené rozvodí mezi Severním a Baltským mořem. V Krkonoších pramení řeky Labe, Malé Labe, Úpa, Jizerka a Mumlava, ale také Kamienica a Łomniczka. 
Díky členitosti terénu se na krkonošských tocích nalézá mnoho vodopádů, například Pančavský vodopád, který je se svými 148 m nejvyšším vodopádem v česku, nebo vodopád Mumlavský, který je naopak vodopádem nejvodnatějším (průměrný průtok okolo 750 l/s).
V žulovém podloží některých toků se tvoří velké kotlovité prohlubně. Ty vznikly dlouhodobou erozi způsobenou rotací kamenů unášených proudem vody, která postupně obrušovala skalní podklad. Tyto přírodní útvary, známé také jako obří hrnce nebo evorzní kotle, dosahují průměru až několika metrů. Nacházejí se například v říčním korytu Mumlavy, nebo v Malém Labi (Klínovém potoce).
Na polské straně se nacházejí jezera ledovcového původu Wielki a Mały Staw. Na české straně Krkonoš je ledovcového původu jen Mechové jezírko. 

### Povodně
Na krkonošských tocích dochází v průběhu jarních tání k častým povodním. K jedné z historicky nejničivějších povodní došlo v červenci roku 1897. Po této povodni došlo v celé oblasti Krkonoš ke stavebním úpravám koryt, zpevňování břehů a stavbě malých vodních stupňů či klauz. V letech 1910–1916 byla na řece Labe pod Špindlerovým Mlýnem vystavěna doposud jediná krkonošská přehradní nádrž. K velkým povodním v oblasti došlo rovněž v letech 1882, 1974, 1994, 1997, 2006 či 2013.[zdroj?]

## Podnebí
Krkonoše jsou z klimatického hlediska nejdrsnějším českým pohořím. Vrcholové partie ležící nad hranicí 1400 m se podnebím dají srovnat s grónským pobřežím. Teplota se mění především v závislosti na nadmořské výšce. Průměrná teplota například v Trutnově je 6,8 stupně Celsia, kdežto na Sněžce, která je nejchladnějším místem Krkonoš, je průměrná roční teplota 0,2 stupně Celsia. Zároveň se jedná o nejchladnější místo České republiky. Množství srážek v Krkonoších závisí na nadmořské výšce a orientaci svahu. Známým faktem je, že stanice v západních Krkonoších mají během roku větší množství srážek než stanice ve východních Krkonoších, protože v Česku převládá západní proudění vzduchu. Nejvíce srážek vypadává v letních měsících během bouřek a nejméně srážek je v březnu, ale díky velkému množství sněhu je to méně patrné. 

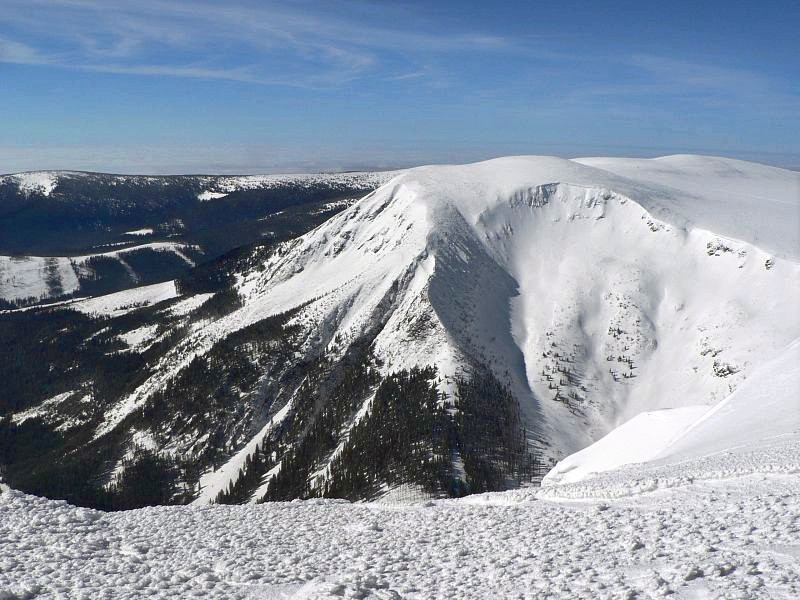
Úpská jáma (vpravo) a Malá Studniční jáma (vlevo) v Krkonoších

Přestože jsou Krkonoše nejvyšším pohořím v Česku, tak zde nevypadává nejvíce srážek, protože Krkonoše leží ve srážkovém stínu Jizerských hor. Na hřebenech dosahuje množství srážek průměrně kolem 1300 mm/rok, kdežto v údolí to může býti až 1500 mm/rok. Další partií srážek je samozřejmě sníh, který je nedílnou součástí Krkonoš. Průměrně o datu výskytu prvních sněhových srážek se v Krkonoších nedá mluvit, protože na hřebenech může sněžit prakticky po celý rok. Stála sněhová pokrývka leží na hřebenech průměrně od půlky listopadu až do května. K největší kumulaci sněhu dochází na závětrných svazích (tzv. mapa republiky, kde výška sněhu dosahuje až 15 metrů). V Krkonoších je častý silný vítr (nejvyšší rychlost větru naměřena na Sněžce 216 km/h).
V některých lokalitách Krkonoš hrozí laviny. Zpravidla se jedná o nejstrmější oblasti hor jako například Kotelní jámy, jinými lavinovými lokalitami jsou Obří důl, Modrý důl či Labský důl.

## Příroda

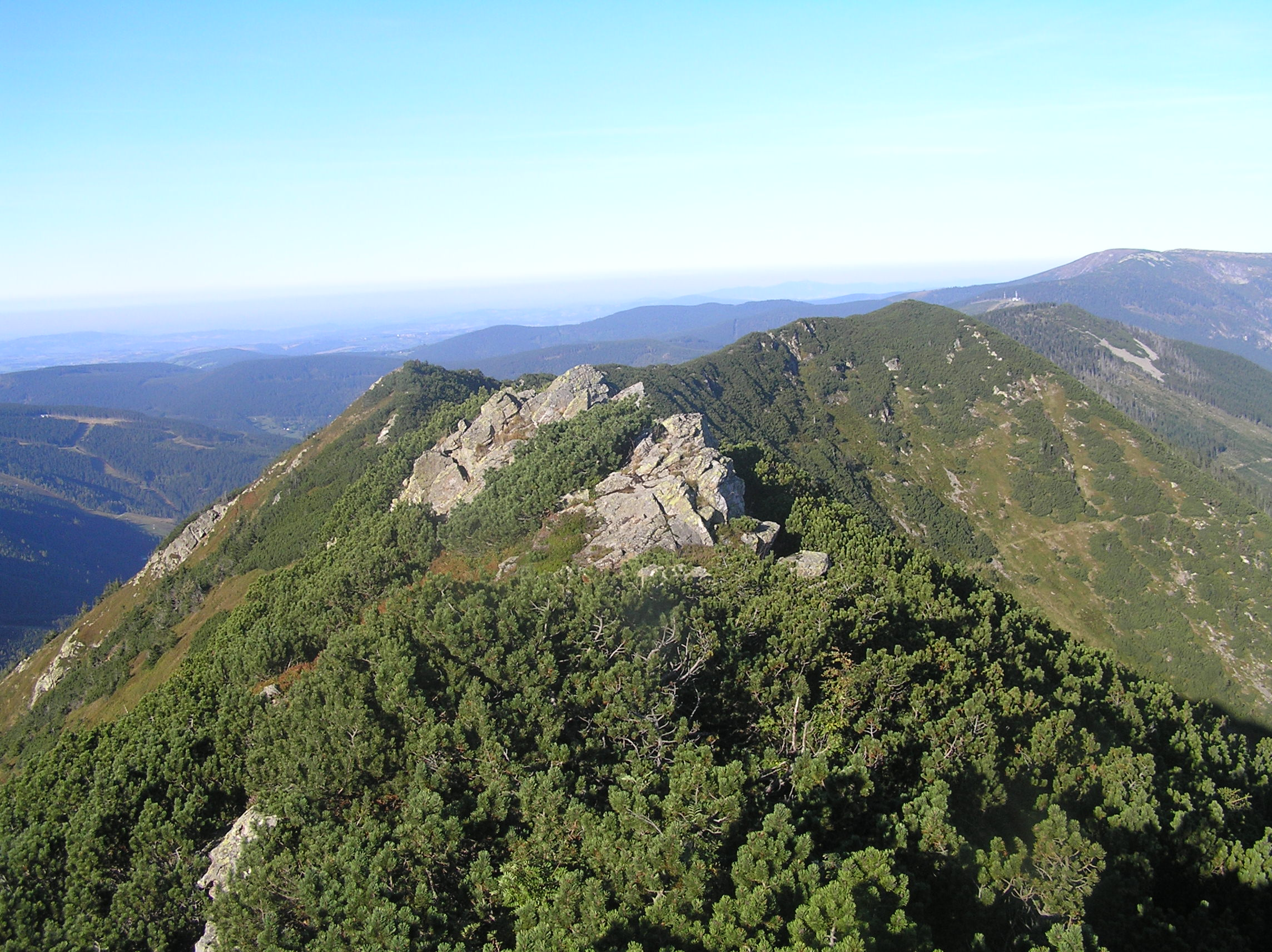
Kozí hřbety

Na území Krkonoš se vyskytují reliktní a endemické druhy rostlin a živočichů. V Krkonoších se nalézají největší plochy ležící nad horní hranicí lesa v České republice. Ve výšce 1200–1300 m zde končí pásmo lesa. Výše je pásmo kosodřeviny, smilkové hole, kamenná a suťová moře. Tento v Česku velmi vzácný biotop se nazývá arkto-alpínská tundra. Na několika místech nalezneme dokonce rašeliniště. Původní smrkový porost byl částečně zdevastován vlivy imisí. V nižších polohách rostou monokultury buku a smrku. Malakofauna Krkonoš čítá 90 druhů měkkýšů.

### Ochrana přírody
Jako první národní park v Krkonoších byl na polské straně Krkonoš v roce 1959 vyhlášen Krkonošský národní park (Karkonoski Park Narodowy) na rozloze 55 km², na české straně byl následně v roce 1963 Krkonošský národní park (KRNAP) o rozloze 363 km² s ochranným pásmem národního parku 184 km². Krkonoše jsou také od roku 1992 bilaterální biosférickou rezervací vyhlášenou Organizací spojených národů pro vzdělávání, vědu a kulturu s celkovou rozlohou 71 800 ha.
V roce 2020 byly vyhláškou vymezeny čtyři nové ochranné zóny KRNAP: zóna přírodní, zóna přírodě blízká, zóna soustředěné péče o přírodu a zóna kulturní krajiny. Nahradily předchozí členění na I., II. a III. ochrannou zónu, které se lišily svoji přírodovědnou hodnotou, přičemž I. byla zónou nejcennější. Nové ochranné zóny byly pojaty správcovsky a se stanovením pravidel péče o přírodu s ohledem na jejich cíl. V přirozeně zóně, ve které převažují přirozené ekosystémy, je příroda ponechána bez rušivých zásahů. V přírodě blízké zóně je vhodnými zásahy příroda člověkem částečně pozměněná vracena do přirozeného stavu. Zóna soustředěné péče zahrnuje přírodu více narušenou člověkem a je v ní prováděno více zásahů k návratu přírody do přirozeného stavu. Zóna kulturní je vymezena na území obcí, či v jejich blízkosti a je určena k trvale udržitelnému rozvoji při nezhoršení kvality životního prostředí.
Vymezená zonace nemá vliv na pohyb osob na území národního parku. Pohyb osob usměrňují klidová území, která se mohou podle potřeby měnit. V klidových územích je možné se pohybovat pouze po značených turistických a lyžařských trasách.
Na území Krkonoš je též vyhlášena ptačí oblast a významné ptačí území, které pokrývá celou oblast biosférické rezervace resp. národního parku včetně ochranného pásma.

## Turismus

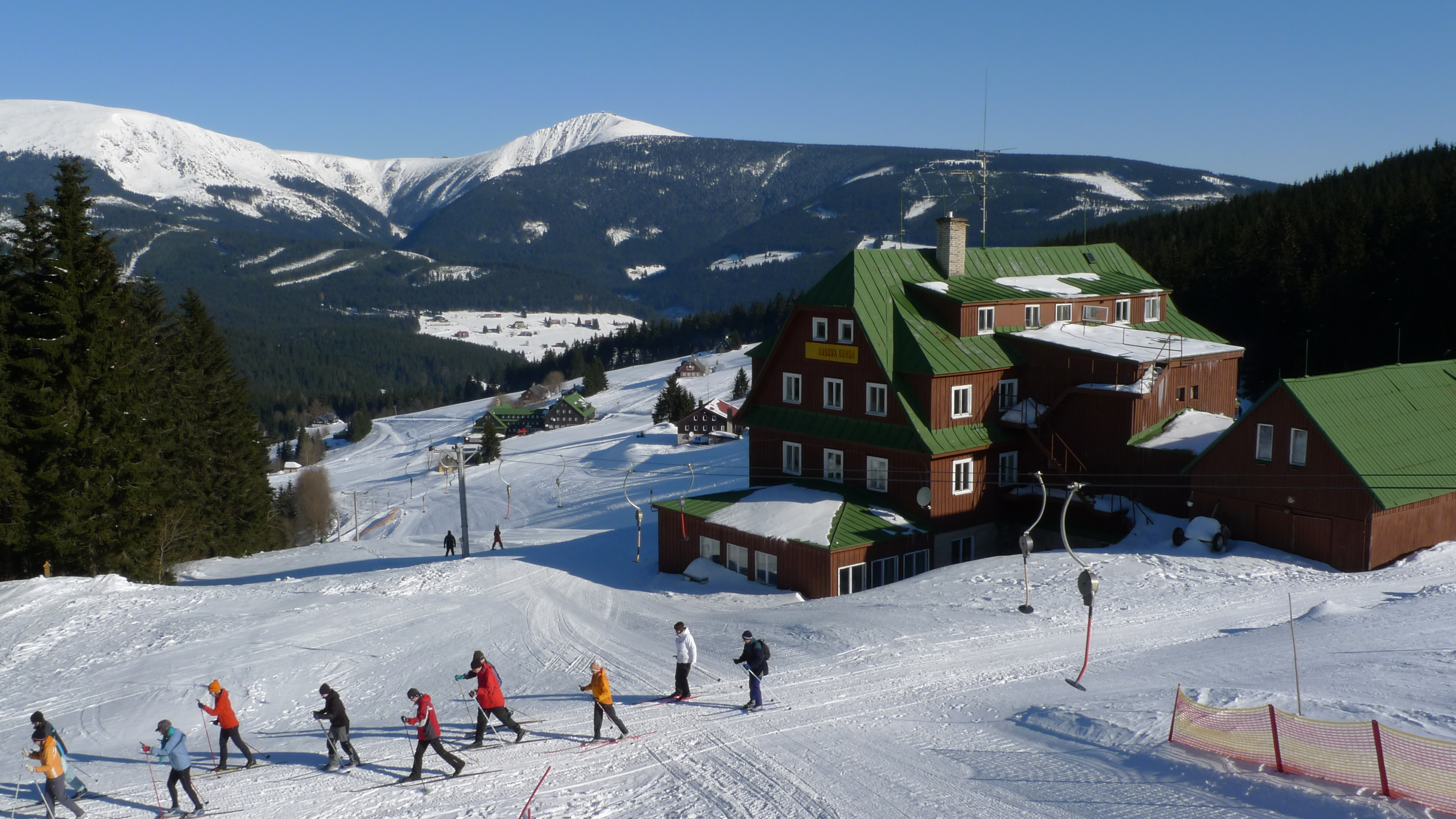
Lyžařské středisko v Peci pod Sněžkou

Krkonoše jsou významným centrem letní i zimní turistiky. Nejvýznamnější turistická střediska oblasti jsou:
- Pec pod Sněžkou
- Špindlerův Mlýn
- Malá Úpa
- Horní Maršov
- Janské Lázně
- Harrachov
- Rokytnice nad Jizerou
- Szklarska Poręba (Polsko)
- Karpacz (Polsko)
- Benecko
- Jilemnice
- Vrchlabí

Největším krkonošským lyžařským střediskem je SkiResort Černá hora-Pec, vzniklý v roce 2012 spojením středisek v Janských Lázních, Černém Dole a Svobodou nad Úpou, se středisky v Peci pod Sněžkou, Velké Úpě a Malé Úpě. Nejdelší sjezdovkou je turistická sjezdovka v Szklarské Porębě, dlouhá 3940 m.
Mezi nejnavštěvovanější střediska se svým rozsáhlým lyžařským areálem dále patří oblast Špindlerova Mlýna. V oblasti západních Krkonoš se pak turistické popularitě těší Rokytnice nad Jizerou a Harrachov.
Oblast Krkonoš je protkána sítí turisticky značených stezek. V zimním období je rovněž udržována síť tratí pro běžecké lyžování. V horních partiích Krkonoš je udržován systém tyčového značení, který usnadňuje zimní navigaci v období snížené viditelnosti a vysoké sněhové pokrývky. Tyčové značení je doplněno němými značkami, červenými plechovými symboly významných míst v Krkonoších. Hřebenovou partii Krkonoš v západo-východním směru protíná Cesta česko-polského přátelství. 
V posledních letech počet turistů stoupl, v roce 2015 česká strana oblasti poprvé překonala hranici jednoho milionu návštěvníků, když jí navštívilo rekordních 1,13 milionu návštěvníků. Zároveň se změnila skladba turistů, přibylo hlavně Čechů a Poláků na úkor Němců.
Turismus v Krkonoších s sebou nese i řadu negativních dopadů, zejména v souvislosti s vysokou návštěvností a citlivým horským ekosystémem. Mezi nejvýznamnější problémy patří poškození přírody, které se projevuje zvýšenou erozí půdy v důsledku nadměrného sešlapávání turistických tras. Vegetace, zejména v subalpínských a alpínských oblastech, trpí neregulovaným pohybem návštěvníků, zatímco přítomnost lidí a jejich domácích zvířat ruší chráněné druhy živočichů, například tetřívka obecného či jelena evropského.
Dalším negativním jevem je přetížení infrastruktury, které se projevuje přeplněnými parkovišti, dopravními zácpami a nadměrným zatížením lanovek či turistických stezek. Návštěvnost některých oblastí převyšuje kapacitu místních služeb, což vede k přetížení odpadového hospodářství. Znečištění prostředí se projevuje nejen množstvím odpadků ponechaných mimo odpadkové koše, ale také kontaminací horských potoků mikroplasty a dalšími škodlivými látkami.
S masovým turismem souvisí i komercializace horských oblastí. Původní horské obce se proměňují v turistická centra s rozsáhlou hotelovou výstavbou, restauracemi a obchody. Dalším problémem je nadměrný hluk a světelné znečištění, způsobené nočním osvětlením hotelů a penzionů či hlukem z motorových vozidel a hudebních produkcí, které narušují přirozený biorytmus zvířat.

## Odrazy v kultuře

### V literatuře
- Pověsti a legendy – nejznámější postavou spojenou s Krkonošemi je Krakonoš (německy Rübezahl), dobrotivý, ale i přísný vládce hor.
- Karel Václav Rais – spisovatel zobrazující život horalů, například v románech Zapadlí vlastenci nebo Výminkáři.
- Marie Kubátová – autorka pohádek, ale i realistických příběhů z horalského prostředí.

### Ve výtvarném umění a fotografii
- Josef Věromír Pleva – Ilustrátor příběhů o Krakonošovi
- František Kaván – malíř krajin Krkonoš
- Jiří Havel (fotograf)  – fotograf, krajinář zachycující Krkonoše
- Lenka Husáriková –  česká výtvarnice, která ve své tvorbě zpracovává motivy Krkonoš

### V hudbě, divadle a filmu
- V Krkonoších se odehrává snímek Vánice z roku 1962 režiséra Čeňka Duby.
- O tragédii Hanče a Vrbaty pojednává snímek Synové hor z roku 1956 režiséra Čeňka Duby a film Poslední závod režiséra Tomáše Hodana z roku 2022, tragédie byla zpracována i literárně.
- Krkonošské pohádky, večerníčkový seriál.
- Jak vytrhnout velrybě stoličku, film z roku 1977 jehož podstatná část se odehrává v Krkonoších.

### V lidových tradicích, řemeslech a architektuře
- Řezbářství a betlémy,
- Sklo a textil – v regionu byla silná sklářská a textilní výroba,
- Do roku 1945 zde žilo převážně německojazyčné obyvatelstvo, což se odráží zejména v lidové architektuře a názvech měst, vesnic, chalup atd.

## Fotogalerie

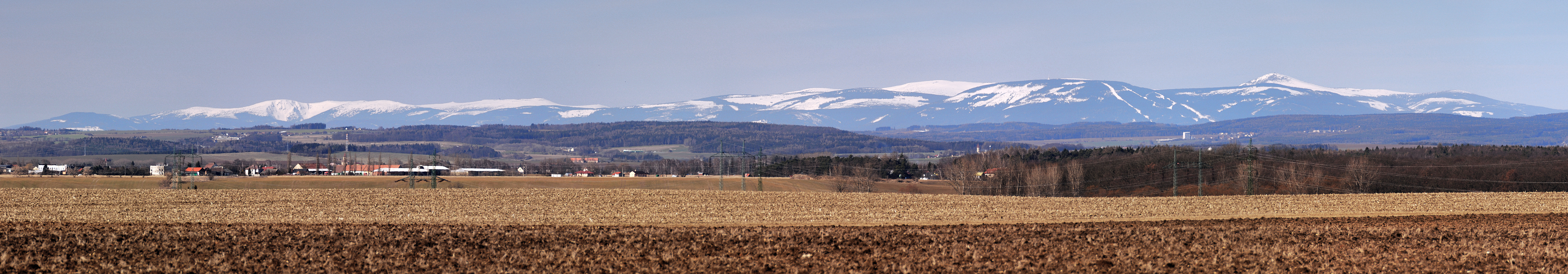
Panorama Krkonoš z jihu od Černilova v okrese Hradec Králové (vzdálenost Sněžky cca 54 km)

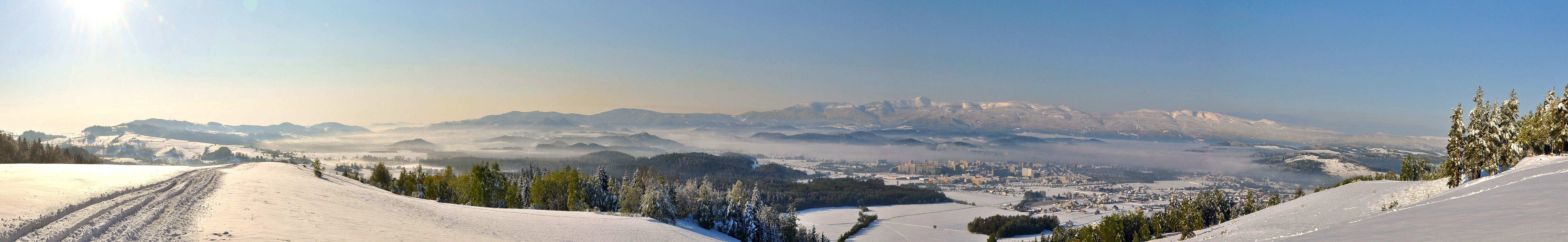
Panorama Krkonoš ze severu v zimě od polské Jelení Hory

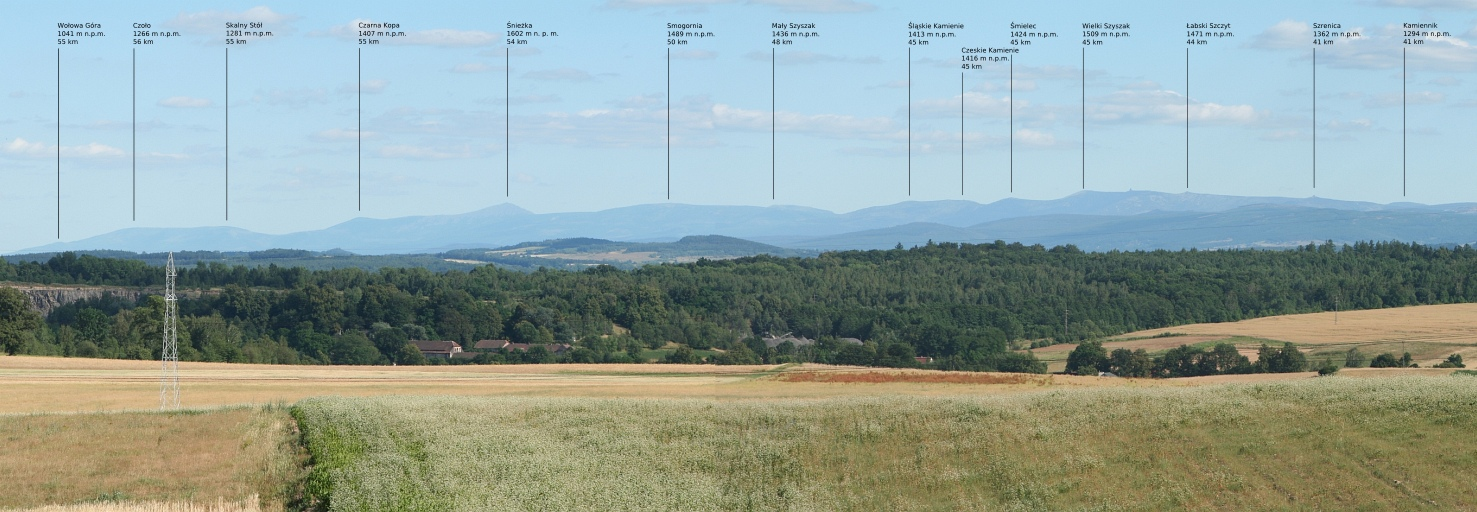
Panorama Krkonoš ze severu v létě

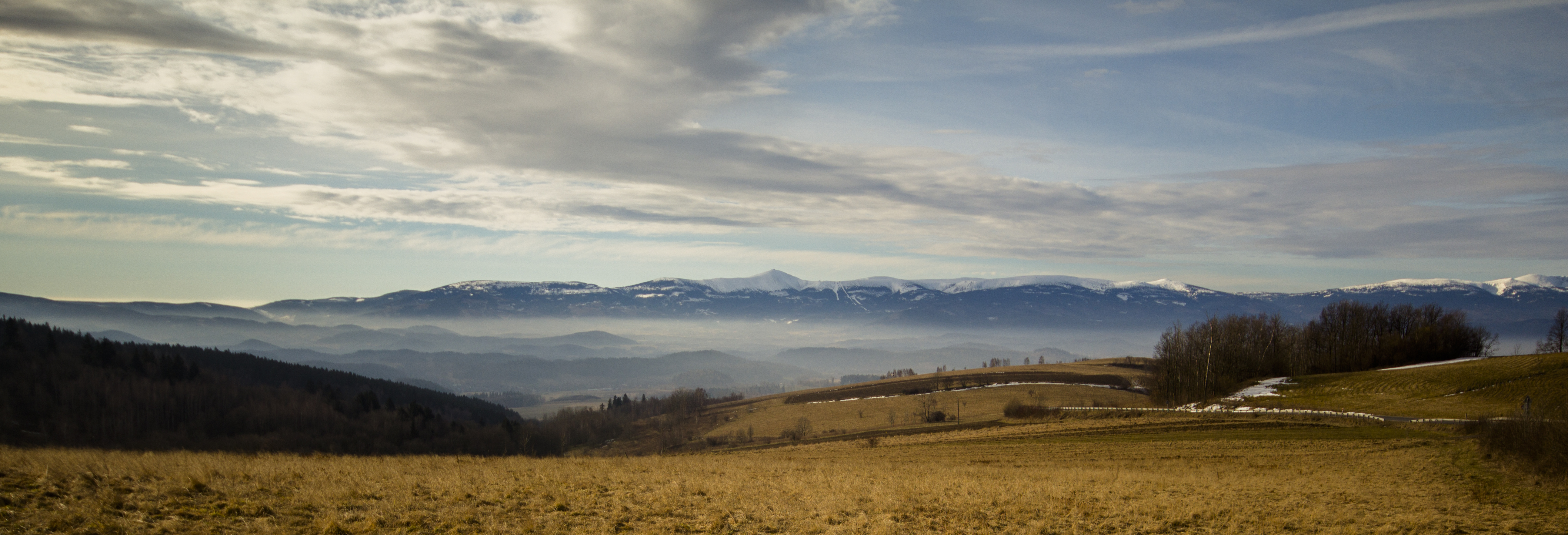
Panorama Krkonoš ze severu (z Kačavských hor) v zimě

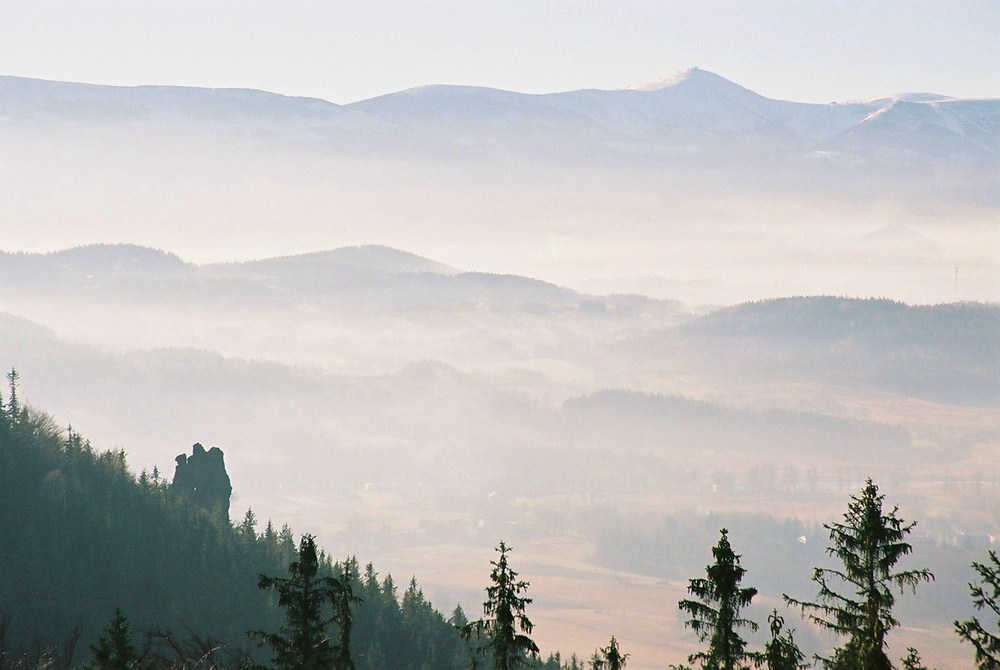
Hřeben Krkonoš z polské strany
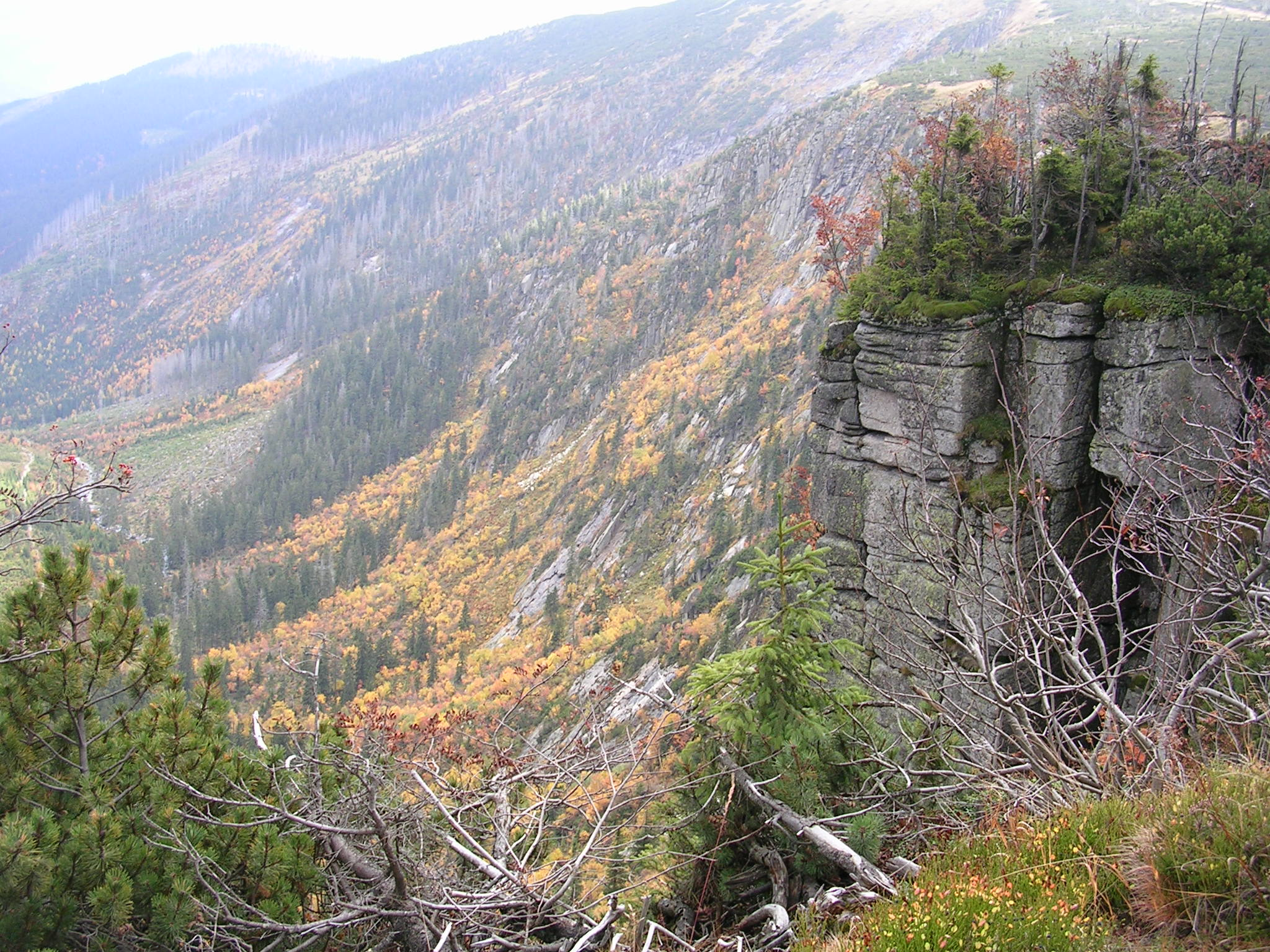
Labský důl od Pančavského vodopádu
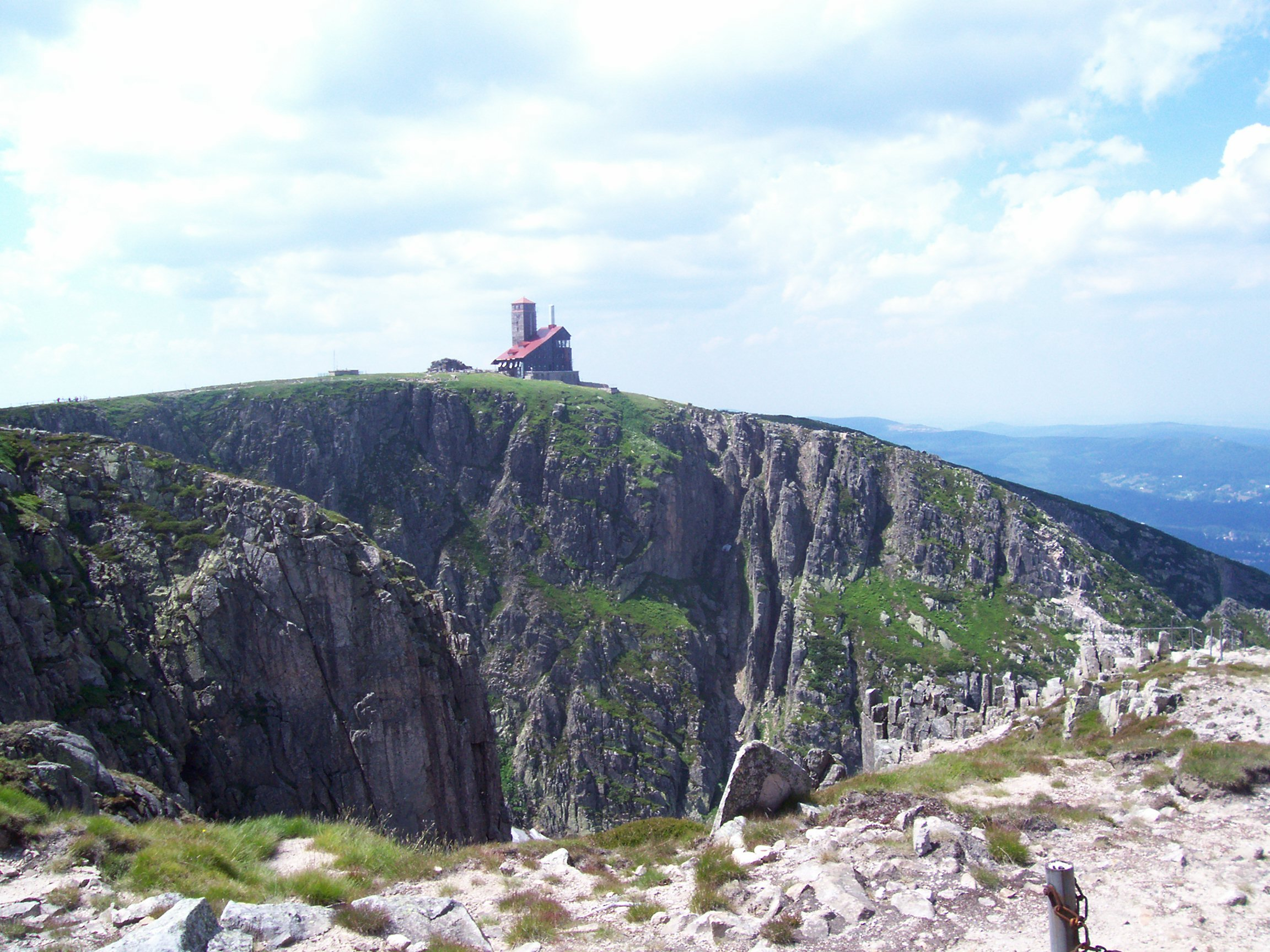
Sněžné jámy
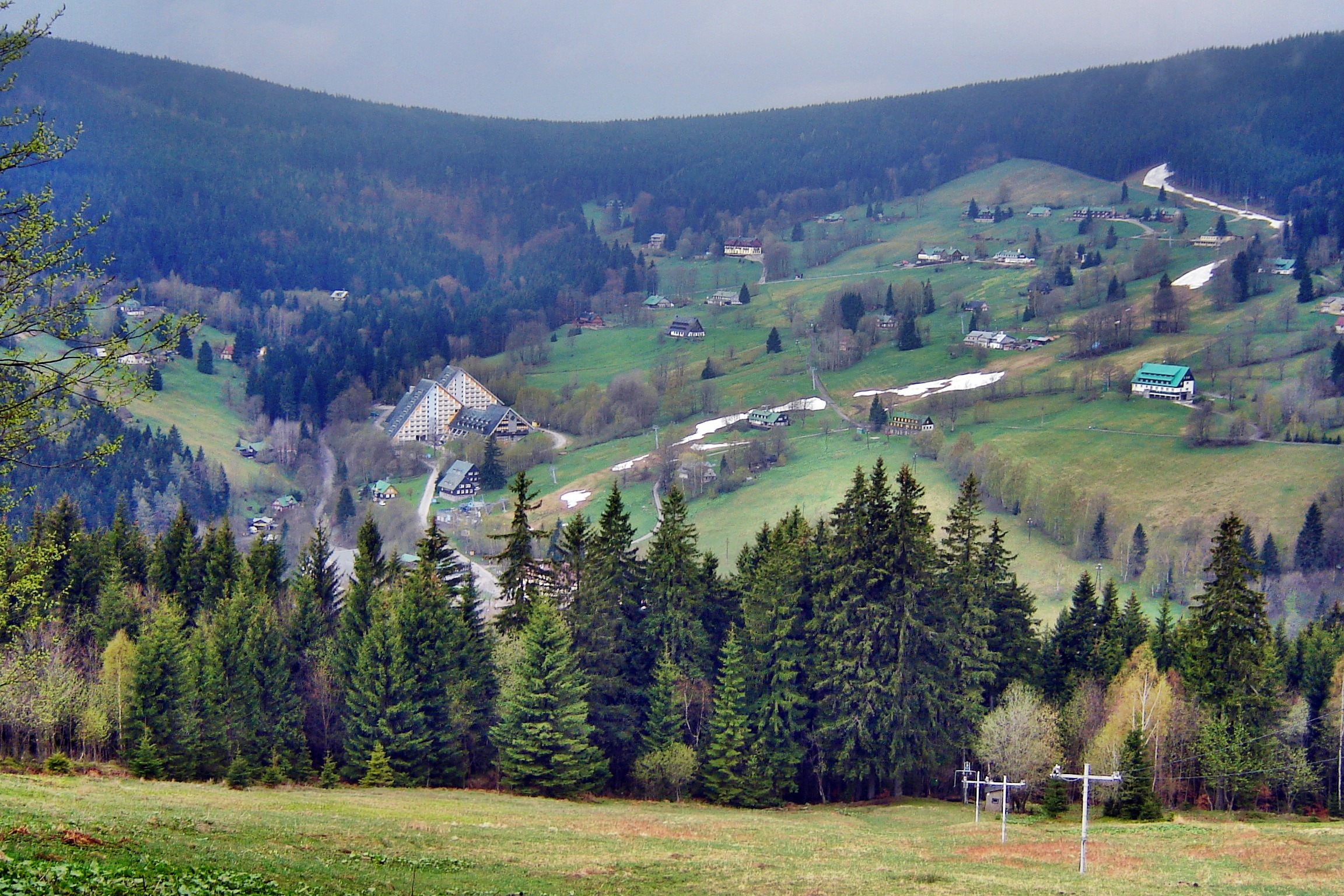
Špindlerův Mlýn (Labská/Krausovy boudy)
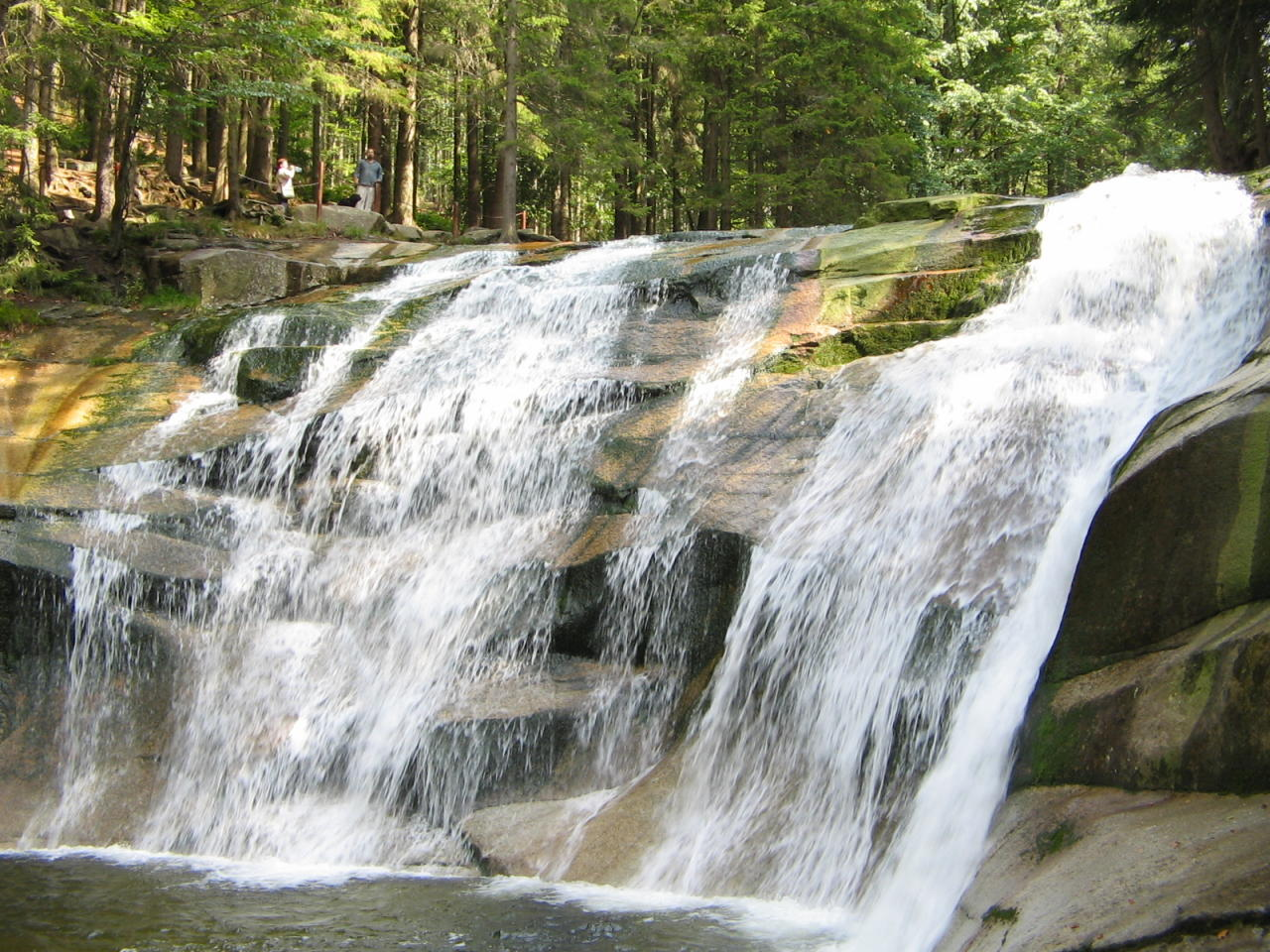
Mumlavský vodopád